# Campionat d'Espanya de motocròs 1970
La temporada de 1970 del Campionat d'Espanya de motocròs fou la 12a edició d'aquest campionat, organitzat per la Reial Federació Motociclista Espanyola.

## Classificació final

### 250cc
| Posició | Pilot           | Motocicleta | Punts |
| ------- | --------------- | ----------- | ----- |
| 1       | Domingo Gris    | Bultaco     | ?     |
| 2       | Francesc Lancho | Montesa     | ?     |
| 3       | Jesús Sáiz      | Bultaco     | ?     |
| 4       | ?               | ?           | ?     |
| 5       | José Sánchez    | Bultaco     | ?     |
| 6       | ?               | ?           | ?     |
| 7       | ?               | ?           | ?     |
| 8       | ?               | ?           | ?     |
| 9       | ?               | ?           | ?     |
| 10      | ?               | ?           | ?     |